# Нижний Баган
Ни́жний Бага́н — деревня в Баганском районе Новосибирской области. Входит в состав Лозовского сельсовета.

## География
Площадь деревни — 13 гектар.

## Население
| 1976 | 1995 | 2002 | 2007 | 2010 |
| ---- | ---- | ---- | ---- | ---- |
| 135  | ↘100 | ↗105 | ↘99  | ↘83  |

## Инфраструктура
В деревне по данным на 2006 год функционируют 1 учреждение здравоохранения, 1 образовательное учреждение.